# Pasmo 10 GHz
Pasmo 10 GHz (3 cm) – amatorskie pasmo radiowe przyznane krótkofalowcom, zawiera się w zakresie fal centymetrowych w przedziale od 10,000 do 10,500 GHz. W Polsce dopuszczone jest całe pasmo na zasadach drugiej ważności.

## Podział pasma 10 GHz[1]
| Częstotliwość w MHz   | Rodzaje emisji                                 | Przeznaczenie                   | Przeznaczenie                                                                                          |
| --------------------- | ---------------------------------------------- | ------------------------------- | --- |
| 10000,000 – 10150,000 | Emisje cyfrowe                                 |                                 | |
| 10150,000 – 10250,000 | Wszystkie emisje                               |                                 | |
| 10250,000 – 10350,000 | Emisje cyfrowe                                 |                                 | |
| 10350,000 – 10368,000 | Wszystkie emisje                               |                                 | |
| 10368,000 – 10368,800 | Emisje wąskopasmowe                            | 10368,200 10368,750 – 10368,800 | Centrum aktywności emisji wąskopasmowych Lokalne radiolatarnie(d)                                      |
| 10368,800 – 10368,990 | Wyłącznie radiolatarnie                        |                                 | |
| 10369,000 – 10370,000 | Emisje wąskopasmowe                            |                                 | |
| 10370,000 – 10450,000 | Wszystkie emisje                               |                                 | |
| 10450,000 – 10500,000 | Amatorska Służba Satelitarna, wszystkie emisje | 10450,000 – 10452,000           | Emisje wąskopasmowe w krajach, w których zakres częstotliwości 10368,000 – 10370,000 nie jest dostępny |

- (a) W krajach, w których zakres częstotliwości 10368,000 – 10370,000 nie jest dostępny, sugerowany jest alternatywny zakres częstotliwości 10450,000 – 10452,000 MHz dla emisji wąskopasmowych.
- (b) Zakres częstotliwości 10368,750 – 10368,800 MHz może być przeznaczony przez narodowe organizacje dla lokalnych radiolatarni (maks. 10W ERP).
- (d) Koordynacja radiolatarni opisana jest w VHF Manager Handbook.